# Venezolanisches Militärordinariat
Das Militärordinariat von Venezuela  ist ein Militärordinariat in Venezuela und zuständig für die Streitkräfte von Venezuela.

## Geschichte
Das Militärordinariat in Venezuela betreut Angehörige der Streitkräfte des Landes, katholischer Konfessionszugehörigkeit, seelsorgerisch. Es wurde durch Papst Johannes Paul II. am 31. Oktober 1995 errichtet. Nach gegenseitigem Beschluss zwischen dem Heiligen Stuhl und der Republik Venezuela befindet sich der Sitz des Militärordinariats in Caracas.
| Militärbischöfe in Venezuela | Militärbischöfe in Venezuela  | Militärbischöfe in Venezuela | Militärbischöfe in Venezuela | Militärbischöfe in Venezuela |
| Nr.                          | Name                          | Amt                          | von                          | bis                          |
| ---------------------------- | ----------------------------- | ---------------------------- | ---------------------------- | ---------------------------- |
| 1                            | Marcial Augusto Ramírez Ponce | Titularbischof von Cariana   | 11. Februar 1996             | 19. Dezember 2000            |
| 2                            | José Hernán Sánchez Porras    |                              | 19. Dezember 2000            | 13. Oktober 2014             |
| 3                            | Benito Adán Méndez Bracamonte |                              | 8. Juni 2015                 |                              |